# Dornier Do 22
Il Dornier Do 22 era un idroricognitore ed idrobombardiere in picchiata a scarponi prodotto dall'azienda tedesca Dornier-Werke GmbH negli anni trenta sia nei propri stabilimenti che nella succursale svizzera Dornier-Werke Altenrhein AG.

## Storia del progetto
Il velivolo venne inizialmente sviluppato nella succursale svizzera dell'azienda tedesca, la Dornier-Werke Altenrhein AG, nel 1934. Evoluzione del precedente modello Do C-2 che riscosse un buon successo commerciale nei paesi del Sudamerica, il progetto adottò inizialmente la sigla Do C-3 per continuità ma poi venne ridesignato Do 22 anche in seguito alla standardizzazione imposta dal Reichsluftfahrtministerium. Quest'ultimo valutò il velivolo ma dichiarò di non essere interessato al ruolo per il quale era stato concepito e quindi la Dornier si rivolse al mercato estero per poter recuperare i capitali investiti per la sua realizzazione.
Il primo prototipo, la quale venne assegnata da designazione Do 22W, da wasser, in lingua tedesca acqua con cui si identificavano normalmente le varianti idro, venne portato in volo per la prima volta nel 1935 ma il primo esemplare di serie non volò prima del 15 luglio 1938, uscito dagli stabilimenti svizzeri. i successivi vennero assemblati presso gli stabilimenti a Manzell, ad ovest di Friedrichshafen, sulla sponda settentrionale del Lago di Costanza in territorio tedesco.
Vennero stipulati contratti con le forze aeree di Finlandia, Regno di Iugoslavia, Lettonia, Paesi Bassi e Portogallo.
Nel marzo 1938 venne realizzato anche un prototipo di versione terrestre a cui venne assegnata la designazione Do 22 L, caratterizzata dall'adozione di un carrello d'atterraggio convenzionale ma rimase solamente a livello di studio rimanendo l'unico esemplare realizzato in questa configurazione.

## Tecnica
Il Do 22 era un monoplano ad ala alta a parasole di costruzione mista, con struttura metallica ricoperta in parte da tela. La fusoliera era caratterizzata dalla presenza di due abitacoli aperti in tandem, l'anteriore per il pilota ed il posteriore che ospitava l'osservatore-puntatore che aveva compiti di mitragliere difensivo (in alcune versioni alle quali era stata aggiunta una mitragliatrice MG 15 brandeggiabile) ed il marconista. Posteriormente terminava in un impennaggio classico caratterizzato da una singola deriva di generose dimensioni e piani orizzontali controventati.
L'ala era posizionata alta a parasole, a distanza ridotta dalla parte superiore della fusoliera, leggermente svasata al centro per favorire l'accesso all'abitacolo anteriore e collegata con quest'ultima da una robusta e complessa intelaiatura fatta da montanti e tiranti metallici integrati da tiranti in filo d'acciaio. La stessa intelaiatura forniva supporto ai due lunghi galleggianti inferiori, utilizzata anche per collegare i due carrelli anteriori gommati della versione L terrestre, integrandolo posteriormente con un ruotino d'appoggio posto sotto la coda.
La propulsione era affidata al motore aeronautico di produzione francese Hispano-Suiza 12Ybrs, un 12 cilindri a V capace di erogare in quella versione una potenza di 860 CV (633 kW) e che permetteva al velivolo di raggiungere i 350 km/h, 360 km/h nella versione terrestre meno penalizzata aerodinamicamente. L'armamento era affidato a una serie di mitragliatrici MG 15 da 7,92 mm a seconda della versione fornita e come carico bellico da 4 bombe da 50 kg o in alternativa un siluro da 800 kg.

## Impiego operativo

### Finlandia
La Lettonia aveva emesso un ordine per la fornitura di 4 esemplari da assegnare alla propria forza aerea, la Latvijas Gaisa Spēki. Nel 1940, come conseguenza del Patto Molotov-Ribbentrop stipulato con la Germania nazista, l'Unione Sovietica iniziò l'occupazione militare dei paesi baltici e l'ordine iniziale lettone che nel frattempo giaceva negli stabilimenti della Dornier-Werke GmbH a Friedrichshafen, venne rilevato dalla Finlandia anch'essa costretta a difendersi dagli attacchi sovietici. I velivoli si resero disponibili dal settembre 1941 ed immatricolati da DR-195 a DR-198 vennero impiegati per il pattugliamento anti-sommergibile durante la guerra di continuazione. Due dei 4 esemplari furono colpiti durante la guerra e i due sopravvissuti, anche se tolti dal servizio operativo già dal 1944, vennero definitivamente demoliti nel 1952.

### Regno di Iugoslavia
Il Regno di Iugoslavia emise un ordine per 12 esemplari ai quali venne assegnata la designazione Do 22Kj. Questo rimasero in servizio fino all'invasione tedesca del 1941 durante le fasi della seconda guerra mondiale. I piloti riuscirono a salvare dalla distruzione 8 esemplari con i quali attraversarono il mar Mediterraneo raggiungendo l'Egitto e chiedendo asilo presso le truppe del Commonwealth britannico. I velivoli furono quindi acquisiti dalla Royal Air Force ma non vennero impiegati operativamente.

## Versioni
Do 22 W
versione idrovolante.
Do 22 kg
versione da esportazione per la Grecia.
Do 22Kj
versione da esportazione per la Iugoslavia.
Do 22Kl
versione da esportazione per la Finlandia.
Do 22 L
versione terrestre caratterizzata dall'adozione di un carrello d'atterraggio convenzionale e realizzata in un solo esemplare.

## Utilizzatori
Finlandia
- Suomen ilmavoimat

operò con 4 esemplari di Do 22Kl
 Grecia
- Ellinikí Vasilikí Aeroporía

operò con 12 esemplari.
 Jugoslavia
- componente aerea della Jugoslovanska kraljeva vojna mornarica

operò con 12 esemplari.